# 向島 (墨田區)
向島（日语：／ Mukōjima */?）是東京都墨田區的地名。現行行政地名為向島一丁目至五丁目。已實施住居表示。2013年8月1日為止的人口有14,337人。郵遞區號131-0033。

## 地理
位於墨田區中西部，被隅田川、北十間川、曳舟川通、鳩之街通包圍。東與押上間以曳舟川通為界，東北與東向島之間以鳩之街通為界。
西部有墨堤通（東京都道461號吾妻橋伊興町線），中央有國道6號，東部為曳舟川通。最西端為隅田川沿岸的首都高速6號向島線。
墨堤通與國道6號中間的見番通（けんばんどおり）一樣為南北走向。見番通是言問橋東交差點往北延伸700公尺的道路，與國道6號的交會點附近有「牛島神社」。道路沿線有「墨田鄉土文化資料館」、「小梅小學校」、「三圍神社」、「向島墨堤組合 (見番所) 」、「弘福寺」、「長命寺」等，北端與墨堤通交會。交會點附近有王貞治一本足打法浮雕的「隅田公園少年棒球場」、「言問糰子」、「長命寺櫻餅」等。此地往南100公尺的隅田川河岸有座「櫻橋」，橋周邊的河岸種滿櫻花樹，為知名的「墨堤之櫻」。

### 廣域地名
廣域的向島是指墨田區內屬於舊向島區的北部地區，包括了現在的京島、墨田、立花、堤通、東墨田、東向島、文花、八廣全部與押上一部分。此外，現行的向島一丁目至五丁目區域不屬舊向島區，明治時代至昭和22年（1947年）墨田區成立為止，屬東京市本所區（1943年後為東京都本所區），現在依然歸入本所地區。此外，也用來作為淺草對岸的隅田川東岸地域（墨東）的泛稱。

## 歷史
1931年（昭和6年）成立向島１～３丁目。1964年（昭和39年）與周邊各町進行區劃重整，為現行的向島。

### 地名由來
一說是現在的都營白鬚東公寓附近的隅田川御殿是德川將軍休憩所，其西北方有條流入隅田川的內川（古隅田川），對岸的西北方島嶼稱作「將軍的向島」。
也有一說是隅田川東岸有「牛島」、「柳島」、「寺島」等地名，而意為「河對岸的島」（川向こうの島）的「向島」則是庶民所居住的西岸地域總稱。
「向島」作為正式行政地名可追溯至1891年（明治24年）的向島小梅町、向島須崎町、向島中之鄉町、向島請地町、向島押上町等。

## 花柳界
向島曾是花街（花柳界），最多有100名以上的藝妓在此活動。

## 設施
- 隅田公園（向島、台東區淺草、台東區花川戶）
- 牛島神社（向島1-4）
- 弘福寺（向島5-3）
- 長命寺（向島5-4）
- 三圍神社（向島2-6）

向島百花園（東向島3-18）、向島警察署（墨田區文花3-18）、向島消防署（東向島6-22）、向島税務署（東向島2-7）等以向島命名的設施不在此地。此外，現行的向島一〜五丁目屬本所消防署、本所稅務署管轄，一部分屬本所警察署管轄。

## 年度活動
- 隅田川七福神 -（主要在正月）多聞寺、白髭神社、向島百花園、長命寺、弘福寺、三圍神社等六處。
- 墨堤櫻祭（隅田公園，毎年3月下旬~4月上旬）
- 隅田川花火大會（毎年7月最後一個星期六）

## 備註
1. ↑  墨田区世帯人口現況8月分[永久]

## 外部連結
- 墨東歲時記、百花園（页面存档备份，存于）
- 墨田鄉土文化資料館（页面存档备份，存于）
- 長命寺 櫻餅
- 向島 言問糰子（页面存档备份，存于）
- 向島藝妓置屋 榮家（页面存档备份，存于）